# Wellington Sandoval
Wellington Sandoval Córdova es un cirujano y político de Ecuador. Fue Ministro de Salud en el gobierno de Alfredo Palacio y ministro de Defensa Nacional del gobierno de Rafael Correa, entre el 31 de agosto de 2007 y el 9 de abril de 2008. Obtuvo un Ph.D de la Universidad Central de Ecuador. Desde octubre de 2008 es embajador de Ecuador en Argentina.